# Revinhade
Revinhade ist eine Gemeinde (Freguesia) im portugiesischen Kreis Felgueiras. In ihr leben 799 Einwohner (Stand 19. April 2021).